# Meng Jianzhu
Meng Jianzhu, född i juli 1947, är en kinesisk kommunistisk politiker. Han har varit Minister för offentlig säkerhet och politisk kommissarie för Folkets beväpnade polis. Den 15 november 2012 valdes han in i Politbyrån i Kinas kommunistiska parti och var där den högst ansvarige för rättsväsendet och polisväsendet i Kina. Han avgick 2017.
Under kulturrevolutionen sändes Meng för att arbeta på ett jordbruk utanför Shanghai, där han började arbeta sig upp i hierarkin. Han gick med i Kinas kommunistiska parti 1971 och blev chef för jordbruksfarmen 1981. Under 1990-talet innehöll han lokala partipositioner i Jiangsu-provinsen.
1997 blev Meng invald som suppleant i Centralkommittén i Kinas kommunistiska parti och 2002 blev han ordinarie ledamot. 2001 blev Meng utnämnd till partisekreterare i Jiangxi och till ordförande i det ständiga utskottet i provinsens Folkkongress.
2007 blev han utnämnd till minister för offentlig säkerhet. Han är också politisk kommissarie för Folkets beväpnade polis och ledamot i partiets utskott för rättsliga och politiska frågor. Meng har också inflytande över Kinas politik i Tibet, då han är ledamot i partiets samordningsgrupp för Tibet. I Tibet har Meng bland annat förespråkat intensifierad patriotisk skolning av regionens buddhistiska munkar.
I juli 2008 lämnade en rad pro-tibetanska grupper in en stämningsansökan till en spansk domstol mot Meng och sex andra höga kinesiska ämbetsmän för deras roll i undertyckandet av oroligheterna i Tibet 2008. Grupperna anklagar de sju för "brott mot mänskligheten" och en spansk domare har inlett en förundersökning mot de anklagade. Den kinesiska regeringen har dock avvisat den spanska förundersökningen.
Meng valdes in i partiets politbyrå i november 2012 och tog över efter Zhou Yongkang som ordförande i centralkommitténs Politisk-rättsliga kommission, vilket innebär att han är partiets högste ansvarige för hur det kinesiska rättsväsendet styrs.